# Hulhulé
Hulhulé (Dhivehi ހުޅުލެ [huɭule]) ist eine kleine Insel der Malediven. Sie liegt einen Kilometer nordöstlich der Hauptstadtinsel Malé, 800 Meter südwestlich der künstlichen Insel Hulhumalé und gehört verwaltungsmäßig zur Hauptstadtregion Malé, ist jedoch nicht Teil eines der sechs Stadtbezirke.
Die Insel ist mit Hulhumalé über einem befahrbaren Damm von rund 1,6 km Länge verbunden. Mit der Sinamalé-Brücke wurde 2018 eine durchgängige Straßenverbindung zwischen Malé, Hulhulé und damit auch Hulhumalé ermöglicht.
Auf Hulhulé befindet sich eine Hotelanlage im Westen und insbesondere der internationale Flughafen der Malediven, der Malé International Airport. Die Insel wurde seit 1960 mehrfach künstlich erweitert.
Lage im Stadtgebiet von Malé: